# La Route de la violence

La Route de la violence (White Line Fever) est un film américano-canadien réalisé par Jonathan Kaplan sorti en 1975.

## Synopsis
Après avoir quitté l'Air Force, Carol Jo Hummer épouse Jerri, sa bien-aimée, et lance son entreprise de transport routier au moment de l'achat de son tracteur d'occasion.
Fier de rouler sous ses propres couleurs tout en tractant des remorques floquées à celles de ses divers clients, il ignore que le milieu est contrôlé par le crime organisé et que la police est corrompue.
Peu désireux de se laisser intimider par les agissements crapuleux de cette pègre et refusant de renoncer à son indépendance, il court à l'affrontement.

## Fiche technique
- Titre original : White Line Fever
- Titre français : La Route de la violence
- Réalisation : Jonathan Kaplan
- Scénario : Ken Friedman, Jonathan Kaplan
- Musique : David Nichtern
- Direction artistique : Sydney Litwack
- Décors : Sam Jones
- Costumes : Lambert Marks
- Photographie : Fred Koenekamp
- Son : Darren Knight
- Montage : O. Nicholas Brown
- Production : John Kemeny
- Sociétés de production : Columbia Pictures, International Cinemedia Center
- Sociétés de distribution :
  -  États-Unis : Columbia Pictures
  -  France : Warner-Columbia
- Budget : 1.400.000 dollars canadiens
- Format 1,85, couleurs, son mono, 35mm
- Langue originale : anglais
- Genre : drame
- Durée : 90 minutes
- Dates de sortie :
  - USA : 16 juillet 1975
  - Canada : 1er août 1975
  - France : 28 avril 1976
- Classification :
  - USA : PG
  - France : Tous publics, lors de sa sortie en salle
- Affiche : Jean Mascii (France)

## Distribution
- Jan-Michael Vincent (VF : Dominique Collignon-Maurin) : Carrol Jo Hummer
- Kay Lenz (VF : Annie Sinigalia) : Jerri Kane Hummer
- Slim Pickens (VF : Pierre Garin) : Duane Haller
- L.Q. Jones (VF : Gérard Hernandez) : Buck Wessler
- Sam Laws (VF : Med Hondo) : Pops (Pepe en VF) Dinwiddie
- R.G. Armstrong (VF : Claude Bertrand) : le procureur
- Dick Miller (VF : Marc de Georgi) : Birdie Corman
- Don Porter (VF : Jacques Berthier) : Cutler
- Jamie Anderson (VF : Jean-Pierre Dorat) : Jamie Kane
- Leigh French (VF : Monique Thierry) : Lucy, la secrétaire
- Ron Mix (VF : Jean Lagache) : Bob, le shérif adjoint
- Martin Kove (VF : Roger Lumont) : Clem
- David Garfield (VF : Yves-Marie Maurin) : Norman Miller
- Arnold Jeffers (VF : Michel Gatineau) : le journaliste TV
- Bud Brown (VF : Serge Sauvion) : le routier intérrogé
- Curgie Pratt (VF : Edmond Bernard) : Floyd Anderson
- Doug Dudley (VF : Pierre Fromont) : le médecin de l'hôpital
- Frank Kennedy (VF : Jean Violette) : Sam
- Henry Kendrick (VF : Jean-François Laley) : Henry Vogel
- Homer Hanna (VF : Pierre Fromont) : le vendeur de camions